# Соломонс, Адольфус
Адольфус Симеон Соломонс (англ. Adolphus Simeon Solomons, 26 октября 1826, Нью-Йорк, Нью-Йорк — 11 марта 1910, Вашингтон) — американский филантроп еврейского происхождения.

## Биография
Соломонс родился 26 октября 1826 года в Нью-Йорке, штат Нью-Йорк, в семье Джона Соломонса и Джулии Леви. Его отец был английским иммигрантом, который руководил газетой «New York Courier and Enquirer» вместе с Джеймсом Уотсоном Уэббом.
Соломонс учился в Университете города Нью-Йорка. Сначала он работал в фирме, занимающейся оптовыми импортёрами канцелярских и галантерейных товаров. В течение двух лет он стал главным бухгалтером и доверенным лицом. В четырнадцать лет он поступил на службу в Национальную гвардию Нью-Йорка и стал знаменосцем Третьего полка «Вашингтон Грейс». Пять лет спустя он получил звание сержанта и был уволен со службы в 1847 году. В 1851 году государственный секретарь Дэниел Уэбстер назначил его «специальным доставщиком депеш в Берлин». Работая за границей, он посетил еврейское отделение во Франкфуртской больнице и вдохновился идеей создания подобного учреждения в Нью-Йорке. Вернувшись домой, он стал членом комитета, который организовал бал в саду Нибло и собрал средства, которые пошли на строительство больницы Маунт-Синай.
В 1859 году Соломонс переехал в Вашингтон, округ Колумбия, и основал типографию «Philp and Solomons», которая на протяжении многих лет выполняла государственные контракты. В 1871 году, когда в столице появилось собственное правительство, он стал председателем комитета по финансам Палаты представителей округа Колумбия. В 1871 году президент Улисс С. Грант предложил ему назначить его губернатором округа, но он отклонил предложение. Будучи видным членом местной еврейской общины, он принимал активное участие в каждой церемонии инаугурации Авраама Линкольна и Уильяма Говарда Тафта. Последний портрет Линкольна был сделан в его мастерской.
В 1881 году Соломонс совместно с Кларой Бартон помог основать Американский Красный Крест. К 1883 году он стал вторым вице-президентом и занимал эту должность в течение двенадцати лет. В течение двадцати лет он был директором больницы Колумбия и приюта для престарелых, а также он является одним из основателей больницы Гарфилд-Мемориал и больницы Провиденс. Он также был почётным попечителем и генеральным агентом Фонда барона де Хирша, членом центрального комитета и американским казначеем Всемирного еврейского союза, исполняющим обязанности президента Еврейской теологической семинарии Америки, членом-учредителем Нью-Йоркского общества защиты еврейских детей, исполняющим обязанности президента Общества провиденциальной помощи и благотворительных организаций округа Колумбия, основателем и президентом Ассоциации ночлежных домов округа Колумбия, вице-президентом Общества санитарной помощи Нью-Йорка, вице-президентом клуба «Новая эра» и казначеем курсов шитья и религиозных классов на Колумбия-стрит. В 1881 году президент Честер А. Артур назначил его представителем Америки на Международном съезде обществ Красного Креста в Женеве, Швейцария, и он занимал пост вице-президента съезда.
Соломонс был женат на Рэйчел Сейшас Филлипс. Она умерла раньше него. Их дочь Розали вышла замуж за Н. Тейлора Филлипса.
Соломонс умер дома 18 марта 1910 года. Он был похоронен на Испанско-португальском кладбище в Нью-Йорке.